# انتخابات پارلمانی مجارستان (۲۰۱۸)
انتخابات پارلمانی مجارستان (۲۰۱۸) (انگلیسی: Hungarian parliamentary election, 2018) در ۸ آوریل برگزار شد. این انتخابات مجلس هشتم به نسبت اولین انتخابات چند حزبی در سال ۱۹۹۰ به‌شمار می‌رود و دومین انتخابات از تصویب قانون اساسی مجدد مجارستان است که در تاریخ ۱ ژانویه ۲۰۱۲ به اجرا گذاشته شد.

## پیشینه
در انتخابات قبلی مجلس، در آوریل۲۰۱۴، دولت فعلی که از ائتلاف مدنی مجارستان و مؤتلف دنباله‌رو خود یعنی حزب دموکرات مسیحی مردم (KDNP) تشکیل شده بود، توانست اکثریت دو سوم را برای دومین بار متوالی با ۴۴٫۸۷٪ آرا از آن خود کند. طبق نظر منتقدان، این نسبت بالا تنها به دلیل قانون انتخابات جدید بود (بیشتر به دلیل وارد کردن جبران رای به منظور کمک به برندگان منفرد) که توسط ائتلاف حاکم در سال ۲۰۱۱ تصویب شد. با این وجود، ائتلاف مدنی در اوایل سال ۲۰۱۵، اکثریت دو سوم خود را پس از اعتراض به مالیات اینترنت در مجارستان در سال ۲۰۱۴ از دست داد و پس از آن کاهش حمایت از دولت. حزب حاکم در دو انتخابات پارلمانی در ماه‌های فوریه و آوریل ۲۰۱۵، در منطقه وزپرم شکست خورد.
حزب چپ‌گرای اتحاد، پس از آنکه پنج حزب تشکیل‌دهندهٔ آن تنها ۳۸ کرسی به دست آوردند و پس از مدت کوتاهی شکست خوردند در انتخابات ۲۰۱۴ موفق نشد. احزاب سابق عضو آن (MSZP، مجلس عوام و DK) در انتخابات مجلس پارلمان ماه مه سال ۲۰۱۴ شرکت کردند، در حالی که MLP در انتخابات شرکت نکرد. با توجه به این تکه‌تکه شدن مخالفان چپ، احزاب ملی‌گرای Jobbik برای اولین بار از زمان تأسیس خود، دومین حزب بزرگ در انتخابات عمومی بودند.

## روش
۱۹۹ عضو مجلس ملی مجارستان به دو روش انتخاب می‌شوند: ۱۰۶ نفر در حوزه‌های انتخابیهٔ تک‌کرسی با روش نخست‌نفری و ۹۳ نفر در یک حوزهٔ انتخابیهٔ سراسری با روش تناسبی انتخاب می‌شوند. حد نصاب انتخاباتی در انتخابات پارلمانی مجارستان ۵٪ است، با این حال این مقدار برای ائتلاف‌هایی که ۲ حزب دارند معادل ۱۰٪ و ائتلاف‌هایی که مشتمل بر سه حزب یا بیشتر هستند ۱۵٪ است. کرسی‌ها با روش هوندت اختصاص می‌یابند.

## نظرسنجی

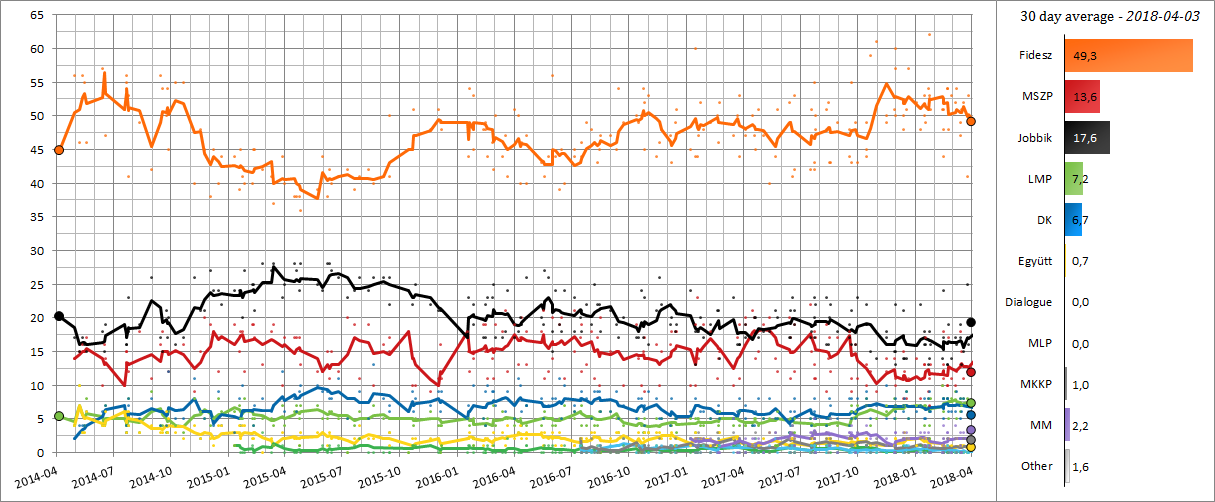
این نظرسنجی‌ها از آوریل ۲۰۱۴ (انتخابات پارلمانی پیشین) تاکنون هستند. هر خط رنگی نشان‌دهندهٔ یک حزب است.

## سیستم الکترال
۱۹۹عضو مجلس ملی با دو روش انتخاب می‌شوند. ۱۰۶عضو در اولین انتخابات پس از رای‌گیری، به صورت تک نفره انتخاب خواهند شد، حال آنکه ۹۳نفر بایستی با توسط نمایندگان مجلس ملی انتخاب می‌شوند. در آستانه انتخابات مبنا ۵ درصد بود، اگر چه این برای ائتلاف دو حزب ۱۰درصد و ۱۵درصد و برای ائتلاف سه یا بیشتر احزاب افزایش یافت. کرسی‌ها باید با استفاده از روش هوندت مشخص شوند.